# نوکیا ۱۶۰۰
نوکیا 1600 یک نمونه تلفن از شرکت های Nokia است که در سال 2005 میلادی به باز ار با قیمت 50 یورو عرضه شد.
قابلیت ها:10 تماس دریافتی/10 تماس بی پاسخ/10 تماس گرفته شده
شبکه:2g GSM
نمایشگر:lcd 65.635 رنگ 2 اینچ
ساعت گویا
قابلیت اماده باش تا450 ساعت
زمان صحبت تا:5 ساعت و50 دقیقه
موجود دربازار